# Girolamo Simoncelli

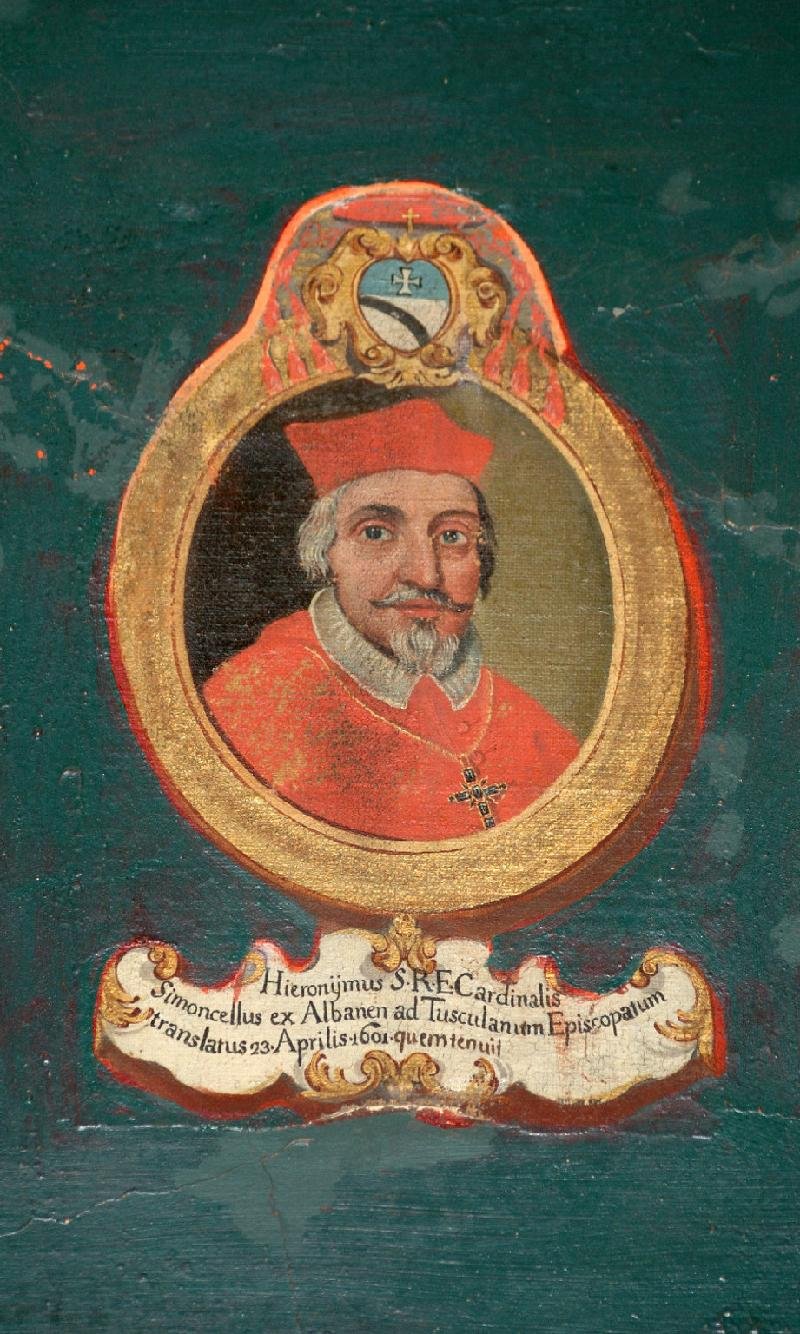
Kardinal Hieronymus Simoncelli (Bildnis mit seinem Kardinalswappen)

Girolamo Simoncelli (* 1522 in Orvieto; † 24. Februar 1605 in Rom) war ein italienischer Kardinal der Römischen Kirche und Bischof von Orvieto.

## Leben

### Herkunft
Er war der Sohn des Antonio Simoncelli, eines Adeligen und Patriziers in Orvieto, und dessen Ehefrau Cristofora Ciocchi del Monte. Sein Großonkel war Papst Julius III., ferner war er verwandt mit dem Kardinal Fulvio Giulio della Corgna (1517–1583). Sein Vorname wird auch als Gerolamo angegeben, sein Nachname als Simonelli.

### Kirchliche Laufbahn

Kardinalswappen (modernes Schema)

Girolamo Simoncelli wurde von seinem Großonkel Julius III. im Konsistorium vom 22. Dezember 1553 zum Kardinaldiakon ernannt und erhielt am 5. Dezember 1554 die Titeldiakonie Santi Cosma e Damiano. Er war ab dem 25. Juni 1554 Bischof von Orvieto und Administrator ab 1570. Im August 1573 empfing er die Priesterweihe durch Kardinal Fulvio Giulio della Corgna, Bischof von Perugia.
Die Bischofsweihe spendete ihm am 8. November 1573 in der Kathedrale von Perugia wiederum Fulvio Giulio della Corgna, Mitkonsekratoren waren Giovanni Tommaso Sanfelice (1494–1585), früherer Bischof von Cava, und Bernardino de Cuppis, Bischof von Osimo. Er nahm an einer Vielzahl von Konklaven  teil, nämlich im April 1555 (Wahl von Marcellus II.), im Mai 1555 (Wahl von Paul IV.), 1559 (Wahl von Pius IV.), 1565 bis 1566 (Wahl von Pius V.), 1572 (Wahl von Gregor XIII.), im September 1590 (Wahl von Urban VII.), im Oktober 1590 (Wahl von Gregor XIV.), 1591 (Wahl von Innozenz IX.) und 1592 (Wahl von Clemens VIII.)
Am 15. Januar 1588 wurde Girolamo Simoncelli Kardinalpriester mit der Titelkirche Santa Prisca. Von 1598 bis 1600 war er Kardinalprotopriester; im Jahr 1600 wurde er in die Klasse der Kardinalbischöfe aufgenommen und erhielt nacheinander die suburbikarischen Bistümer von Albano (21. Februar 1600), Frascati (24. April 1600) und ab dem 16. Juni 1603 von Porto e Santa Rufina. Mit letzterer Ernennung verband sich das Amt eines Subdekans des Kardinalskollegiums, das er bis zu seinem Tode bekleidete.
Beigesetzt wurde er in der Kirche Santa Maria del Popolo in Rom.